# Protuberonotum
Protuberonotum is een kevergeslacht uit de familie van de boktorren (Cerambycidae). De wetenschappelijke naam van het geslacht werd voor het eerst geldig gepubliceerd in 2004 door Barriga & Cepeda.

## Soorten
Protuberonotum is monotypisch en omvat slechts de volgende soort:
- Protuberonotum roitmani Barriga & Cepeda, 2004